# Petit-Rechain
Petit-Rechain (in lingua vallona Pitit-Rtchin) è una sezione della città di Verviers, situata in Belgio nella regione Vallonia e nella provincia di Liegi. 
Era un comune indipendente prima della fusione di comuni avvenuta in Belgio nel 1977. 
Petit-Rechain è un importante centro industriale.